# 杜詩綿
杜詩綿（1920年—1989年7月5日），台灣耳鼻喉科醫師，日本東京醫科大學醫學博士，台灣鼻咽癌研究權威。曾任台灣大學醫學院副院長、花蓮慈濟醫院首任院長。

## 生平
杜詩綿於1920年生於台灣大稻埕，1942年畢業於台北帝國大學醫學部。醫學院畢業前，杜氏原先想投入內科，但獲台北帝大耳鼻咽喉科創科主任上村親一郎教授賞識，甚至親自到杜氏家中拜訪求才，因此後來杜詩綿加入耳鼻喉科的行列。
進入帝大耳鼻喉科之後，師從上村教授。據杜詩綿回憶，上村教授給自己兩項作業，一項是開始「練習用左手做事情」，為日後開刀做準備，其二是「養猴子」，觀察猴子的行為，因猴子為研究鼻咽癌的動物之一，以培養其研究能力。後來第二次世界大戰爆發，日本戰敗，上村教授離開台灣。杜詩綿繼續在台灣大學完成耳鼻喉科訓練，其後投入鼻咽癌研究的領域。在上村教授的引介之下，杜氏與留日醫師張溫流的女兒張瑤珍結婚。
1972年杜詩綿以〈鼻咽癌之研究〉獲日本東京醫科大學醫學博士。1956年林天賜醫師死於心肌梗塞，杜詩綿接任台大醫院耳鼻喉科主任，1958年升任教授。1965年11月 中華民國耳鼻喉科醫學會成立，杜詩綿當選第一屆理事長。
1972年至1983年擔任台大醫院副院長，1983年至1985年擔任臨床醫學研究所主任。在此期間，杜詩綿的腹水不斷惡化，肝膽胃腸科宋瑞樓教授診斷為肝癌末期，當時並無任何方法可以根治。宋瑞樓一開始並沒有打算告知杜詩綿此事，只私下告知他的妻子張瑤珍，但杜詩綿自己根據病情認為有可能跟父親一樣得到肝癌，因此不斷追問宋瑞樓，才確知自己罹患肝癌，且生命可能僅剩三個月。
1980年代，成立慈濟基金會的證嚴法師希望能在醫療資源匱乏的花蓮建立醫院，杜氏早在建院初期即一直參與慈濟醫院籌建工作。在得知罹患肝癌後，證嚴仍邀情杜詩綿擔任第一任院長。杜詩綿向證嚴告知自己病情，但證嚴仍認為杜氏為不二人選，後來杜氏同意接下此一職務，對證嚴法師說：「我要薪水一塊錢，到東部去，對我而言是一件義不容辭的事。」。於是他一邊接受宋瑞樓醫師的治療，一邊籌備花蓮慈濟醫院的建立。1986年花蓮慈濟醫院落成，杜氏從台大醫院榮退，擔任花蓮慈濟醫院首任院長。1987年任台灣大學名譽教授，1989年因肝癌逝世，由前台大醫院副院長曾文賓接任慈濟醫院院長一職。

## 鼻咽癌研究
杜詩綿自1941年師從上村親一郎擔任助手開始，便對鼻咽癌產生高度興趣，並著手蒐集資料。1949年，杜詩綿與臺大醫院病理科葉曙醫師合作，在《台灣醫學會雜誌》發表〈台灣鼻咽癌之組織病理學研究〉一文，詳細描述鼻咽癌的臨床表現及解剖病理，具有高度學術價值，但本篇亦為兩人合作的唯一一篇論文，因為後來1962年葉曙單獨在《癌症》（Cancer）期刊上單獨發表了〈鼻咽癌的組織分類及淋巴上皮細胞癌出現之批判性綜述〉（A histological classification of carcinomas of the nasopharynx with a critical review as to the existence of lymphoepitheliomas）一文，本文使葉曙成為世界鼻咽癌症病理權威，並因此入選中央研究院院士之名銜，但文中大量使用了耳鼻喉科採樣之標本，卻完全沒有感謝任何人的協助，使葉、杜兩人產生芥蒂。
杜詩綿長期主持台大醫院的鼻咽癌研究計畫。在其主持期間，台大完成了鼻咽癌的病理分類，並對鼻咽癌的流行病學及風險因子做出相當詳細的研究。

## 軼事
同樣就讀台灣大學醫學系的白色恐怖受難者蘇友鵬回憶，杜詩綿在學期間常向他借閱當時的禁書。
杜詩綿在擔任台大醫院副院長期間，兒子曾自行報考台大醫院電腦工程師。杜詩綿發現後，本著公私分明的原則，要求主管取消兒子的面試機會，始終堅持他擔任台大醫院副院長期間，兒子都不能在台大任職。

## 紀念
- 《醫世情》：以描寫花蓮慈濟醫院杜詩綿院長與曾文賓院長的真實人生電視劇，全劇共60集。
- 杜詩綿教授學術基金會[8]